# Chlorophorus touzalini
Chlorophorus touzalini är en skalbaggsart som beskrevs av Maurice Pic 1920. Chlorophorus touzalini ingår i släktet Chlorophorus och familjen långhorningar. Inga underarter finns listade i Catalogue of Life.